# Wendy Thompson
Wendy Thompson (* 26. Januar 1946 in Winnipeg, Manitoba) ist eine ehemalige kanadische Eisschnellläuferin.
Thompson wurde im Jahr 1966 Nordamerikameisterin über 500 m und errang im folgenden Jahr bei der Mehrkampfweltmeisterschaft in Deventer den 32. Platz im Mini-Mehrkampf. In ihrer letzten Saison 1967/68 als aktive Eisschnellläuferin siegte sie bei einem internationalen Wettbewerb in Inzell über 1500 m und belegte bei den Olympischen Winterspielen 1968 in Grenoble den 27. Platz über 1000 m sowie den 19. Rang über 500 m.

## Persönliche Bestzeiten
| Disziplin | Zeit       | Datum            | Ort       |
| --------- | ---------- | ---------------- | --------- |
| 500 m     | 46,3 s     | 4. Februar 1968  | Davos     |
| 1000 m    | 1:40,1 min | 20. Januar 1968  | Davos     |
| 1500 m    | 2:30,5 min | 28. Januar 1968  | Inzell    |
| 3000 m    | 5:51,0 min | 13. Februar 1966 | Saskatoon |